# Aconitum kamelinii
Aconitum kamelinii là một loài thực vật có hoa trong họ Mao lương. Loài này được A.A.Solovjev mô tả khoa học đầu tiên năm 1998.